# Musō Gonnosuke Katsuyoshi

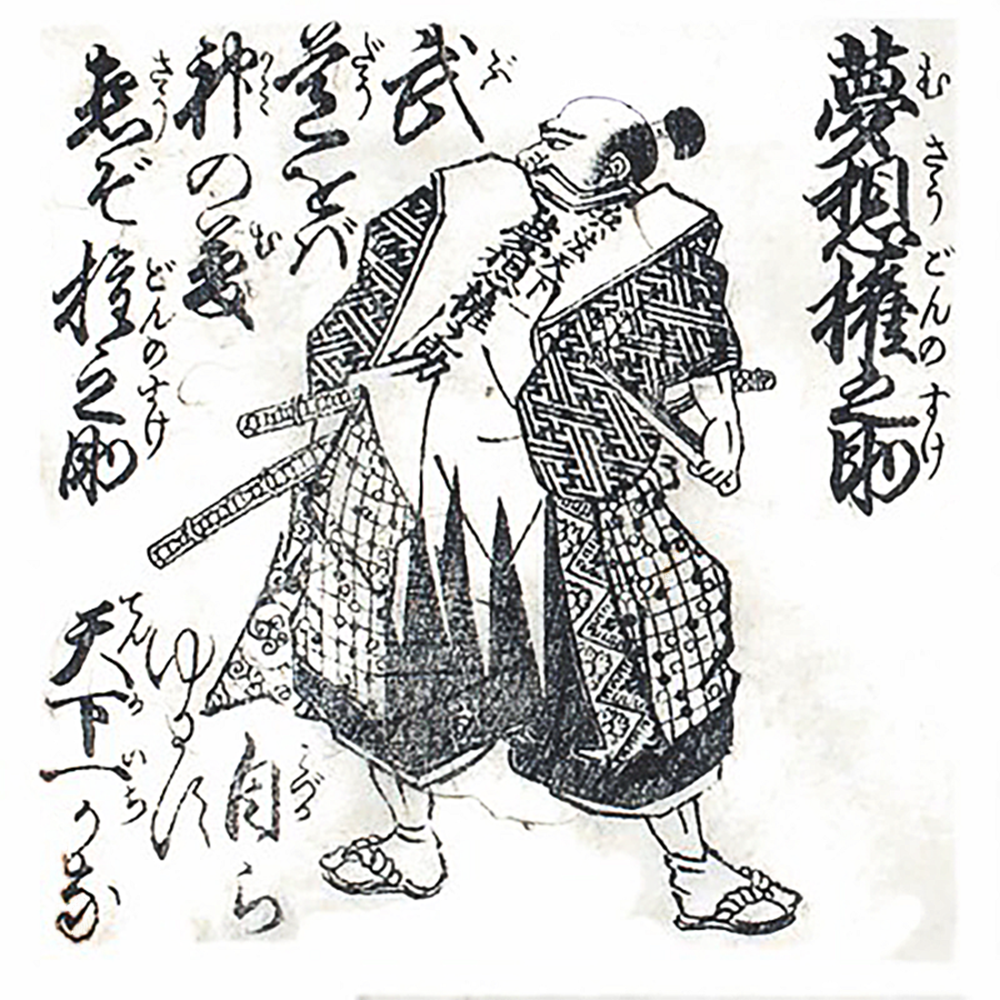
El samurái Muso Gonnosuke (Dibujo anónimo. -. Fuente: Shinto Muso Ryu dojo de Östersund.

Gonnosuke Musō (夢想權之助勝吉, Musō Gonnosuke) fue un samurái japonés que vivió en el siglo XVII, fundador de la escuela koryu de jo-jutsu Shintō Musō-ryū (神道夢想流). Fueron célebres sus dos combates en duelos con Musashi Miyamoto.
Según la tradición, Gonnosuke armado de un jintachi (陣太刀) se enfrentó a Musashi Miyamoto y a su daisho (conjunto de dos sables, uno largo y otro corto). Musashi vencería a Gonnosuke bloqueando uno de sus ataques con la técnica jujidome (bloqueo con los sables cruzados). 
Tras esta derrota, Gonosuke se exilió durante 37 días en el monte Homan para meditar, cuando una noche, la visión de un adolescente en un sueño le revelaría la solución al señalarle como punto para golpear el plexo solar: "Encuentra el plexus solar con un bastón redondo". 
Gonnosuke crearía entonces el jō, un bastón de combate de unos 1,28 m de longitud, más corto que el bō (bastón de 1,80 m) reuniendo a la vez las técnicas de estoque del yari (lanza), los barridos de la naginata (alabarda japonesa) y los golpes del bō (bastón).
Gonnosuke buscó y desafió a Musashi a un segundo duelo,  durante el cual el jō lograría neutralizar a los sables.
Desde entonces, Gonnosuke perfeccionaría la técnica de combate y llegaría a codificar los 64 movimientos de base en jojutsu, en los cuales se basa la escuela del arte marcial Shintō Musō-ryū.